# Aigremont (Gard)
Aigremont is een gemeente in het Franse departement Gard (regio Occitanie) en telt 618 inwoners (2005). De oppervlakte bedraagt 12,5 km², de bevolkingsdichtheid is 49,4 inwoners per km².
Aigremont ligt halverwege de steden Alès en Nîmes, in de uitlopers van de Cevennen. De bevolking bestaat voor het grootste deel uit wijnboeren. Het dorp, op 140 meter hoogte, heeft een strijkijzermuseum.

## Demografie
Onderstaande figuur toont het verloop van het inwoneraantal van Aigremont vanaf 1962.

Bron: Frans bureau voor statistiek. Cijfers inwoneraantal volgens de definitie population sans doubles comptes (zie de gehanteerde definities)
1. ↑  Populations de référence 2022.